# NK Omladinac Korija
Nogometni klub Omladinac Korija hrvatski je nogometni klub iz virovitičkog prigradskog naselja Korija. Trenutačno se natječe u 1. ŽNL Virovitičko-podravskoj.

## Vanjske poveznice
- Profil, HNS Semafor